# Brignolia kapit
Espèce
Brignolia kapit est une espèce d'araignées aranéomorphes de la famille des Oonopidae.

## Distribution
Cette espèce est endémique de Bornéo. Elle se rencontre en Malaisie au Sabah et au Sarawak et au Brunei.

## Description
Le mâle holotype mesure 1,76 mm et la femelle paratype 1,76 mm.

## Publication originale
- Platnick, Dupérré, Ott & Kranz-Baltensperger, 2011 : The goblin spider genus Brignolia (Araneae, Oonopidae). Bulletin of the American Museum of Natural History, no 349, p. 1-131 (texte intégral).